# N. T. Rama Rao Jr.
N. T. Rama Rao Jr. (en télougou : జూనియర్ ఎన్.టి.ఆర్), Nandamuri Taraka Rama Rao Jr., connu sous l'abréviation NTR Jr. est un acteur indien, né le 20 mai 1983 à Hyderabad.

## Biographie
N. T. Rama Rao Jr. est le fils de l'acteur et personnalité politique Nandamuri Harikrishna. Il porte le nom de son grand-père paternel Nandamuri Taraka Rama Rao, acteur et ancien premier ministre de l'Andhra Pradesh. Son frère Nandamuri Kalyan Ram est acteur et producteur de cinéma. Il est neveu par alliance de l'ancien premier ministre de l'Andhra Pradesh N. Chandrababu Naidu.

### Carrière
Il commence en tant qu'enfant acteur dans un film réalisé par son grand-père. Depuis 2001, il a des premiers rôles dans des films du cinéma télougou.

### Vie privée
Le 5 mai 2011, il épouse Lakshmi Pranathi, alors âgée de dix-huit ans, dont la mère est la nièce du premier ministre de l'Andhra Pradesh N. Chandrababu Naidu. Le couple a deux enfants.

## Filmographie partielle

### Cinéma
- 1991 : Brahmarshi Viswamitra de Nandamuri Taraka Rama Rao : Bharata
- 1997 : Ramayanam de Gunasekhar : Rama
- 2001 : Ninnu Choodalani : Venu Reddy
- 2001 : Student No: 1 de S. S. Rajamouli : Aditya Rao
- 2002 : Allari Ramudu : Ramakrishna
- 2003 : Simhadri de S. S. Rajamouli : Simhadri
- 2004 : Samba de V. V. Vinayak : Samba Shiva Naidu
- 2005 : Narasimhudu de B. Gopal : Kondaveedi Narasimhudu
- 2006 : Ashok de Surender Reddy : Ashok
- 2007 : Rakhi de Krishna Vamsi : Rakhi
- 2007 : Yamadonga de S. S. Rajamouli : Raja
- 2008 : Chintakayala Ravi
- 2010 : Adhurs de V. V. Vinayak : Narasimha
- 2011 : Sakthi de Meher Ramesh
- 2012 : Oosaravelli de Surender Reddy : Tony
- 2013 : Baadshah de Sreenu Vaitla
- 2016 : Nannaku Prematho de Sukumar : Abhiram
- 2016 : Janatha Garage de Koratala Siva : Anand
- 2018 : Aravinda Sametha Veera Raghava de Trivikram Srinivas
- 2022 : RRR de S. S. Rajamouli : Komaram Bheem
- 2024 : Devara: Part 1 de Koratala Siva : Devara
- 2025 :

### Télévision
- 2008 : Dhee (émission de concours de danse)
- 2018 : Dhee

## Distinctions
- Filmfare Awards 2008 : Filmfare Award du meilleur acteur en télougou pour Yamadonga[4]
- Gemini TV Awards 2008 : meilleur acteur pour Yamadonga
- Nandi Awards 2016 : meilleur acteur pour Nannaku Prematho et Janatha Garage[5]
- Filmfare Awards 2017 : Filmfare Award du meilleur acteur en télougou pour Nannaku Prematho[4]
- IIFA Utsavam 2017 : meilleur acteur en télougou pour Janatha Garage
- South Indian International Movie Awards 2023 : meilleur acteur en télougou pour RRR[6]